# Pablo Vázquez
Pablo Vázquez Pérez (Gandia, 7 ottobre 1994) è un calciatore spagnolo, difensore dello Sporting Gijón.

## Carriera
Il 21 gennaio 2018 ha esordito in Segunda División con la maglia dell'Alcorcón, disputando l'incontro vinto 1-0 contro il Cadice.

## Statistiche

### Presenze e reti nei club
Statistiche aggiornate al 17 dicembre 2022.
| Stagione            | Squadra             | Campionato          | Campionato | Campionato | Coppe nazionali | Coppe nazionali | Coppe nazionali | Coppe continentali | Coppe continentali | Coppe continentali | Altre coppe | Altre coppe | Altre coppe | Totale | Totale |
| Stagione            | Squadra             | Comp                | Pres       | Reti       | Comp            | Pres            | Reti            | Comp               | Pres               | Reti               | Comp        | Pres        | Reti        | Pres   | Reti   |
| ------------------- | ------------------- | ------------------- | ---------- | ---------- | --------------- | --------------- | --------------- | ------------------ | ------------------ | ------------------ | ----------- | ----------- | ----------- | ------ | ------ |
| 2013-2014           | Llosa               | TD                  | 17         | 1          |                 | -               | -               |                    | -                  | -                  |             | -           | -           | 17     | 1      |
| 2014-2015           | Ontinyent           | TD                  | 37         | 1          |                 | -               | -               |                    | -                  | -                  |             | -           | -           | 37     | 1      |
| 2015-2016           | San Fernando CD     | TD                  | 43         | 4          |                 | -               | -               |                    | -                  | -                  |             | -           | -           | 43     | 4      |
| 2016-2017           | Córdoba B           | SDB                 | 34         | 4          |                 | -               | -               |                    | -                  | -                  |             | -           | -           | 34     | 4      |
| 2016-2017           | Córdoba             | SD                  | -          | -          | CR              | 1               | 0               |                    | -                  | -                  |             | -           | -           | 1      | 0      |
| 2017-gen. 2018      | Granada B           | SDB                 | 20         | 3          |                 | -               | -               |                    | -                  | -                  |             | -           | -           | 20     | 3      |
| gen.-giu. 2018      | Alcorcón            | SD                  | 5          | 0          | CR              | -               | -               |                    | -                  | -                  |             | -           | -           | 5      | 0      |
| 2018-gen. 2019      | Granada             | SD                  | -          | -          | CR              | 1               | 1               |                    | -                  | -                  |             | -           | -           | 1      | 1      |
| gen.-giu. 2019      | Leonesa             | SDB                 | 17         | 2          | CR              | -               | -               |                    | -                  | -                  |             | -           | -           | 17     | 2      |
| 2019-2020           | Badajoz             | SDB                 | 22         | 3          | CR              | 4               | 2               |                    | -                  | -                  |             | -           | -           | 26     | 5      |
| 2020-2021           | Badajoz             | SDB                 | 25         | 3          | CR              | 1               | 0               |                    | -                  | -                  |             | -           | -           | 26     | 3      |
| Totale Badajoz      | Totale Badajoz      | Totale Badajoz      | 47         | 6          |                 | 5               | 2               |                    | -                  | -                  |             | -           | -           | 52     | 8      |
| 2021-2022           | FC Cartagena        | SD                  | 33         | 2          | CR              | 3               | 0               |                    | -                  | -                  |             | -           | -           | 36     | 2      |
| 2022-2023           | FC Cartagena        | SD                  | 12         | 0          | CR              | 1               | 0               |                    | -                  | -                  |             | -           | -           | 13     | 0      |
| Totale FC Cartagena | Totale FC Cartagena | Totale FC Cartagena | 45         | 2          |                 | 4               | 0               |                    | -                  | -                  |             | -           | -           | 49     | 2      |
| Totale carriera     | Totale carriera     | Totale carriera     | 265        | 23         |                 | 11              | 3               |                    | -                  | -                  |             | -           | -           | 276    | 26     |

## Palmarès

### Club

#### Competizioni nazionali
- Primera Federación: 1

Deportivo La Coruña: 2023-2024 (gruppo 1)